# 9K720 이스칸데르
이스칸데르 미사일(9K720 Iskander)은 러시아가 SS-1 스커드, SS-23 오카를 대체하기 위해 개발한 최신형 단거리 전술 탄도 미사일이다. 나토명 SS-26 Stone이다. 이스칸데르는 알렉산드로스 대왕의 아랍식 이름이다.
탄도 미사일의 사거리는 280, 400, 500 km라고 하는데, 서방권의 군사 전문가들은 최대 1,000 km 정도 될 것이지만 미국과 러시아의 INF협약때문에 고의적으로 사거리를 속이거나 제한을 걸어 둔 것으로 보고있다

## 역사
1996년 이스칸데르의 최초 시험발사가 러시아 TV에 보도되었다. 스커드 미사일을 대체하려는 2번째 시도였다. 첫 번째 교체시도는 사거리 500 km SS-23 오카 미사일이었는데, 1987년 미국과의 INF 조약으로 폐기되었다. INF 조약의 기한은 1991년 6월 1일이었는데, 그 이후 다시 개발된 것이 이스칸데르 미사일이다.
- SS-1 스커드 미사일
  - Scud-A 사거리 130 km, 액체연료 1단
  - Scud-B 사거리 300 km, 액체연료 1단
  - Scud-C 사거리 600 km, 액체연료 1단
  - Scud-D 사거리 700 km, 액체연료 1단
- SS-23 오카 미사일 사거리 500 km, 고체연료 1단
- SS-26 이스칸데르 미사일 사거리 500 km, 고체연료 1단

2005년 러시아 방산업체 소식통은 사거리 300 km인 Iskander-E를 5년 정도 개량하면 사거리 600 km인 새로운 미사일을 개발할 수 있을 것이라고 인테르팍스에 말했다. 2006년 사거리 600 km인 Iskander-M이 시험발사되었으며, 러시아 육군에 채택되었다.
2007년 새로운 R-500 순항 미사일을 사용하는 이스칸데르-K 미사일의 시험 발사가 실시되었다.
2008년 남오세티야 전쟁에서 그루지야 당국은 성명을 통해 "러시아군이 고리시 등 그루지야 내 주요 도시를 공격하면서 단거리 준탄도미사일인 이스칸데르를 사용했다는 증거를 갖고 있으며 이는 민간인을 겨냥한 비인도적 잔혹 행위"라고 비난했다.
2008년 11월 5일, 드미트리 메드베데프 러시아 대통령은 모스크바 크렘린궁에서 가진 국정연설을 통해, 미국의 미사일 방어 체제(MD)에 맞서기 위해 발틱해의 칼리닌그라드 지역에 이스칸데르 미사일을 배치하겠다고 강조했다. 칼리닌그라드 지역은 북대서양조약기구(NATO) 회원국인 폴란드, 리투아니아 국경에 맞닿아 있다. 미국이 폴란드에 미사일 방어망을 설치한다고 발표하자 러시아가 보복조치를 천명한 것이다.
2016년 5월 13일, 폴란드의 발트해 인근 레드지코보 공군기지에서 2018년 가동을 목표로 하는 미국의 또 다른 MD 기지 건설 공사 착공식이 열렸다. 러시아 모스크바에서 1,300 km 떨어져 있는 폴란드 레드지코보 공군기지에 사거리 2,500 km 인 SM-3 블록2A 미사일인 이지스 어쇼어를 2018년에 배치할 계획이다. 독일 람슈타인 공군 기지에 들어서는 지휘통제센터가 유럽 전역의 MD 체계를 지휘하면 나토의 유럽 MD 체계는 완성되는데, 2016년 7월 8일 폴란드 바르샤바에서 개최된 나토정상회담에서, 미국이 유럽에 배치한 미사일방어(MD) 시스템의 작전통제권을 미군으로부터 넘겨받았다.
미국은 부인하지만, 러시아는 이지스 어쇼어의 밀봉된 마크 41 수직발사관(VLS)에 과연 미사일 방어용 SM-3 블록2A 미사일만 탑재했는지에 의문을 표시한다. 마크 41 수직발사관(VLS)에는 사거리 2500 km의 토마호크 핵순항미사일 탑재가 가능하다. W80 수소폭탄을 장착하고 있다. 모스크바와는 1300 km 거리여서, 사실상 모스크바를 핵조준한 것이 된다. 2017년 일본이 이지스 어쇼어 배치를 결정하자 마찬가지의 우려를 하였다. 일본에서 북한 평양까지는 800 km, 중국 베이징 까지는 1500 km 거리이다. 모두 토마호크 핵순항미사일 사거리에 들어온다.

## 파생형

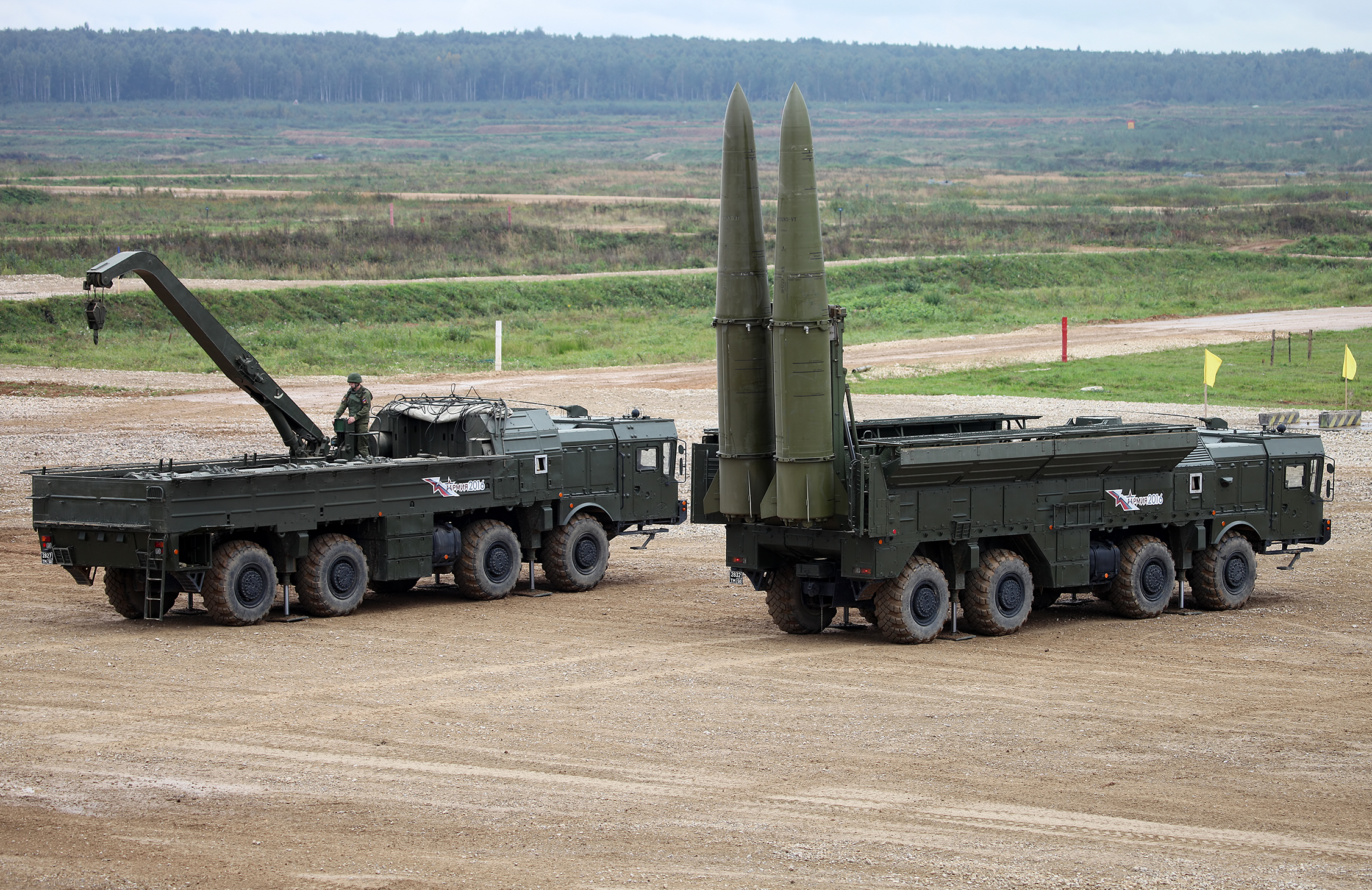
이스칸데르-M과 재장전용 크레인

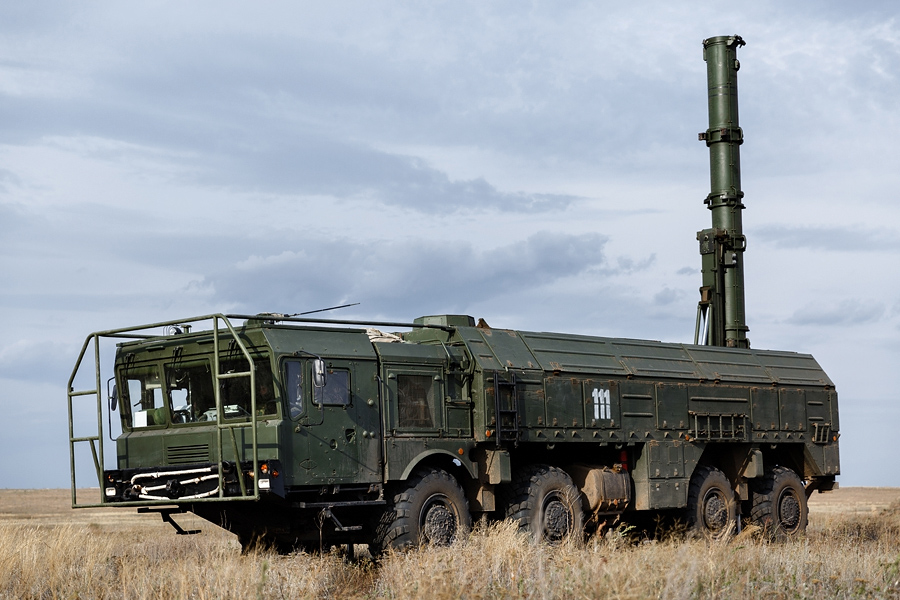
이스칸데르-M 차량에서 발사가능한 이스칸데르-K 순항미사일

### 이스칸데르-M
이스칸데르-M는 러시아 육군용 내수용 버전이다. 단순 탄도비행으로는 600 km를 넘으며, 복잡한 요격회피 비행을 하기 때문에 사거리가 500 km로 줄어들었다. 무게 4.6톤으로 미국 MGM-31A 퍼싱 I 핵미사일과 동일하다.

### 이스칸데르-E
이스칸데르-E는 수출형 버전으로, MTCR을 존중하여 사거리 280 km이며, 수입국이 5년간 개량하면 이스칸데르-M의 사거리로 늘릴 수 있다. 무게 3.8톤이다.

### 이스칸데르-K
이스칸데르-K는 탄도미사일이 아니라 R-500 순항미사일이다. 클럽 미사일이 이스칸데르-K의 수출형이라고 한다.
9M728 (SSC-7) 또는 R-500비행고도 최대 6 km, 사거리 500 km, Iskander-M에서 발사가능.
9M729 (SSC-8)새로운 장거리 미사일. 칼리브르 미사일의 지상발사형. 사거리 300-5500 km

## 성능
이스칸데르는 단순 탄도비행으로는 600 km를 넘으며, 요격을 회피하기 위해 편심탄도비행 하기 때문에 요격이 힘들어지지만 대신 사거리는 짧아지는 것으로 알려져 있다. 최대 속도는 발사 직후 로켓연소가 종료된 약 15km를 비행한 시점으로 2100m/s 수준이다. 종말 단계에서는 마하 5~7으로 떨어진다 일반 탄도의 종말속도보다는 느린속도이며, 이는 저고도 궤적으로 인해 상대적으로 많은 항력을 받고 기동비행으로 인하여 속도를 일정부분 잃기 때문이다.
이스칸데르 미사일의 발사차량은 2발의 미사일을 탑재하며, 3명이 조작한다. 조기경보기나 UAV에서 원격 통제할 수 있으며, GPS와 전자광학을 이용한 DSMAC를 채택해 CEP 5m의 정밀타격이 가능하는 주장이 제기되었다.

## 배치
이스칸데르 미사일은 칼리닌그라드를 포함해 러시아 전국적으로 배치될것으로 알려졌다. 이 중 특히 칼리닌그라드에 대한 배치계획에 많은 변화가 있었다. 2008년 미국의 폴란드와 체코에 미사일 방어 기지 구축에 대응해 칼리닌그라드에 이스칸데르 미사일을 배치하기로 하였으나, 2009년 버락 오바마 미국 대통령이 폴란드 등에 대한 미사일 방어 기지 구축 계획을 취소한다고 발표하자 칼리닌그라드에 이스칸데르 미사일을 배치하는 방안을 철회했다. 그러나 2011년 러시아 메드베데프 대통령은 TV 연설에서 미국 미사일 방어망의 유럽 기지를 파괴하기 위해 칼리닌그라드에 이스칸데르 미사일을 배치할 것이라고 공식적으로 처음 밝혔다. 미국과 나토는 다시 루마니아에 MD 기지, 터키에 MD 운용을 위한 레이다 기지를 구축하는 방안을 추진하고 있다.
그 외에 시리아에 이스칸데르 미사일을 배치하는 문제가 자주 보도되고 있다. 사거리 300 km인 이스칸데르 미사일은 이스라엘의 미사일 방어망을 뚫을 수 있으며, 시리아에 배치될 경우 이스라엘 전역에 대한 공격이 가능하다.

## 대한민국
이스칸데르 최초 시험발사는 1996년인데, 한국의 현무-2A 최초 시험발사는 1999년에 있었다. 러시아나 한국은 인정하지 않지만, 최초 시험발사 시기가 매우 비슷하고, 외양, 사거리가 거의 똑같다.
- 1996년 - 러시아 이스칸데르 최초 시험발사
- 1999년 4월 10일 - 현무-2A 미사일을 최초 시험발사. 고도 38km, 사거리는 40km. 미국은 사거리 296km로 판단, 한미연합사를 통해 문의해 왔다. 이스칸데르 수출형의 고도가 50 km 이하, 사거리 300 km이다. 미국은 연료를 다 채우면 사거리 480 km 라고 추정했다. 이스칸데르 국내형 사거리가 500 km이다.
- 1999년 7월 2일 - 미국을 방문한 김대중 대통령이 빌 클린턴 미국 대통령에게 사거리 500 km 현무-2A 미사일 보유 동의를 요구했다.
- 2000년 - 블라디미르 푸틴 대통령 취임
- 2001년 - 푸틴 대통령 방한. 김대중 대통령과 무기목록 비공개 조건으로 대규모 수출계약 체결
- 2012년 4월 19일 - 현무-2A 미사일 최초 공개

## 북한
2018년 2월 8일, 평창 동계올림픽 개회식 하루 전날, 북한은 평양에서 열병식을 개최했다. 최초로 최신형 고체연료 단거리 탄도미사일 KN-21을 공개했는데, 전문가 분석으로는 SS-26을 카피했거나 수입한 것으로 보인다는 분석이 있었다.
2019년 5월 4일, 북한이 이스칸데르 시험발사 사진을 공개했다. 김정은이 참관했다. 러시아는 S-300 미사일 방어망을 한국에 천궁 미사일로, 북한에 번개 5호로 동시 수출했는데, 이스칸데르도 남북한에 동시 수출한 것으로 추정된다. 이스칸데르는 창, S-300는 방패로, 이스칸데르는 전세계 모든 미사일 방어망을 뚫는 SRBM이라고 자랑하며, S-300은 전세계 SRBM을 다 막아낸다고 자랑한다.
1980년대에는 러시아가 SS-20 핵미사일을 서부 유럽과 동부 한반도에 배치하여 미국과 군비경쟁을 했다. 그리고 체결된 것이 INF 조약으로 미러의 모든 지상발사형 중거리 핵미사일을 폐기했다. 해군형과 공군형은 보유를 허가했다. INF 조약으로 SS-20이 폐기되었는데, 40년이 되어가는 2019년 기준으로, 미국과 러시아는 INF 조약을 폐기하고, 다시 중단거리 핵미사일 경쟁을 재시작하려고 한다. 1980년대 러시아가 서부 유럽 동부 한반도에 배치하던 SS-20 핵미사일이 2019년 기준으로는 이스칸데르로 바뀌었다.
INF 조약 체결 당시부터 상당기간 동안에는 중거리 핵미사일 폐기의 분위기였지만, 점차 상대방이 속이고 있다는 의심을 하면서, 스스로도 의심스러운 기만 행동을 조금씩 천천히 증가시켜 왔다. 그리고 40년이 다 되어가면서는 서로 공개적으로 INF 조약을 위반했다며 비난하면서, 드러내놓고 명백한 맞보복 조치를 취하고 있다. 급기야 도널드 트럼프 대통령은 INF 조약 폐기를 공식 선언했다. 미국은 프리즘 미사일을 배치하려고 한다. INF 조약으로 폐기된 퍼싱-2 핵미사일의 새로운 이름이 될 것이다.
로켓 전문가 Norbert Brugge 러시아와 북한의 미사일 간의 명시된 차이점은 직경, 길이 및 추력 날개 제어 표면이다. 그는 러시아 트럭과 북한 트럭의 치수 차이를 지적했다. 아마도 다음 잠수함 발사 탄도 미사일 개발의 일부. 미사일 전문가 Jeffrey Lewis 북한의 미사일은 토착민 개발이라는 가용 한 증거로부터 나온다. 그는 북한의 미사일은 영감을 얻은 것처럼 러시아와 유사하며, 한국의 미사일에도 영향을 미쳤을 가능성이 있다고 말한다. 범위는 500 킬로미터와 500 킬로그램의 탄두로 추산된다. 남한 국방부 관리는 미사일은 러시아와 비슷하지만 비슷하다고 말했다.

## 핵탄두
1980년대 미국의 핵탄두 무게와 폭발력 공식은 다음과 같다. 현재 북한도 수소폭탄을 완성해서 이와 같을 것으로 추정된다.
{\displaystyle W=46.308*Y^{0.406}} W=무게(lb), Y=폭발력(kt)
위 공식에 따르면, 이스칸데르 탄두중량 700 kg일 경우, 5.6 메가톤 수소폭탄이 가능하다.

## 보유국
- 러시아 - 136 유닛 (11개 미사일 제대당 12개 발사
- 아르메니아 - 25 유닛
- 알제리 - 4개 연대(48개 발사대)

## 같이 보기
- 현무 미사일
- 에이태킴스 미사일
- SS-21 토치카
- SS-23 오카